# Barry Dennen

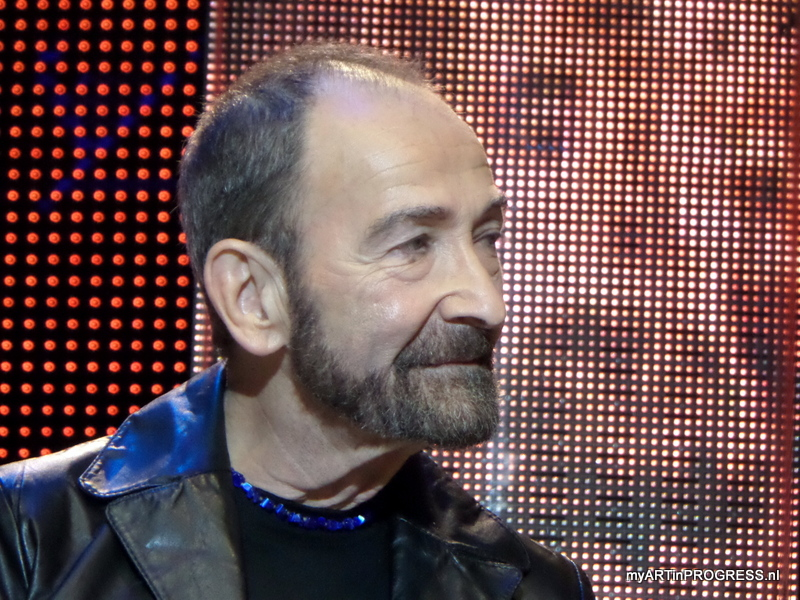
Barry Dennen

Barry Dennen (* 22. Februar 1938 in Chicago, Illinois; † 26. September 2017 in Burbank, Kalifornien) war ein US-amerikanischer Film- und Theaterschauspieler.

## Leben
Barry Dennen zog als junger Mann nach New York City, wo er als Shakespeare-Schauspieler erste Erfolge feierte. So stand er sowohl in Heinrich V. aber auch Der Widerspenstigen Zähmung auf der Bühne. 1968 stand er in einer Doppelfolge der Fernsehserie Batman erstmals vor der Filmkamera. Kurz danach zog Dennen nach England, wo er über einen Zeitraum von knapp 15 Jahren lebte. Hier stand er 1969 unter anderem in Cabaret auf der Bühne.
Nach einigen Auftritten in britischen Fernsehserien, wie etwa Hadleigh oder Paul Temple, bekam Dennen 1971 seine wohl bekannteste Rolle offeriert. In Jesus Christ Superstar von Andrew Lloyd Webber überzeugte Dennen in der Rolle des Pontius Pilatus. Das Musical wurde zwischen Oktober 1971 und Juni 1973 268 Mal zunächst am Broadway zur Aufführung gebracht. Als der Regisseur Norman Jewison 1973 daraus den gleichnamigen Film adaptierte, konnte Dennen erneut für die Rolle des römischen Statthalters gewonnen werden.
Barry Dennen konnte an den Erfolg von Jesus Christ Superstar nur bedingt anknüpfen. In Ring of Passion von 1978, in dem es um den Boxkampf zwischen Max Schmeling und Joe Louis ging, stand Dennen als Adolf Hitler vor der Kamera. In Shining von Stanley Kubrick spielte er den Assistenten des Hoteldirektors, allerdings wurden die meisten seiner Dialoge in der gekürzten Kinofassung entfernt. Eine weitere kleine Nebenrolle verkörperte er 1983 in Superman III – Der stählerne Blitz. Sein letzter Auftritt vor der Kamera fand 1997 statt, als er in James Camerons Film Titanic einen kleinen Auftritt als betender Mann absolvierte.
Nach 1998 zog sich Dennen weitgehend aus der Schauspielerei zurück und arbeitete als Synchronsprecher an der Produktion von Videospielen mit. Alles in allem war er an mehr als 120 Film- und Fernsehproduktionen sowie Computerspielen beteiligt.
1997 erschien seine Autobiografie, My Life With Barbra: A Love Story. Darin thematisierte er die kurze Beziehung mit Barbra Streisand, die er Anfang der 1960er Jahre führte. Auch bekannte er sich in diesem Buch offen zu seiner Homosexualität. Im Juni 2017 zog sich Dennen bei einem Sturz Gehirnverletzungen zu. Er starb im September 2017 im Alter von 79 Jahren in einem Hospiz.

## Filmografie (Auswahl)
- 1968: Batman (Fernsehserie, 2 Folgen)
- 1971: Paul Temple (Fernsehserie, 1 Folge)
- 1973: Jesus Christ Superstar
- 1974: Das Schreckenshaus des Dr. Death (Madhouse)
- 1975: Brannigan – Ein Mann aus Stahl (Brannigan)
- 1977: Kentucky Fried Movie (The Kentucky Fried Movie)
- 1978: Ja, lüg’ ich denn? (Rabbit Test)
- 1978: Ring of Passion (Fernsehfilm)
- 1980: Shining (The Shining)
- 1981: Ragtime
- 1981: Shock Treatment
- 1982: Der dunkle Kristall (The Dark Crystal)
- 1983: Die Glücksritter (Trading Places)
- 1983: Superman III – Der stählerne Blitz (Superman III)

- 1983: Remington Steele (Fernsehserie, 1 Folge)
- 1985: Polizeirevier Hill Street (Hill Street Blues; Fernsehserie, 1 Folge)
- 1986: L.A. Law – Staranwälte, Tricks, Prozesse (L.A. Law; Fernsehserie, 1 Folge)
- 1987: Sturzflug ins Chaos – Wenn schräge Vögel fliegen lernen (Dutch Treat)
- 1988: Mord ist ihr Hobby (Murder, She Wrote; Fernsehserie, Folge Wearing of the Green)
- 1988: Inspektor Hooperman (Hooperman; Fernsehserie, 1 Folge)
- 1994: Clifford – Das kleine Scheusal (Clifford)
- 1997: Titanic
- 2012: Star Wars: The Clone Wars (Fernsehserie, 3 Folgen, nur Stimme)